# خورشیدگرفتگی ۱۷ دسامبر ۲۰۶۶
خورشیدگرفتگی ۱۷ دسامبر ۲۰۶۶ (به انگلیسی: Solar eclipse of December 17, 2066) یک خورشیدگرفتگی از نوع خورشیدگرفتگی کامل است. این خورشیدگرفتگی در تاریخ ۱۷ دسامبر ۲۰۶۶ میلادی (‎۲۷ آذر ۱۴۴۵ خورشیدی) روی خواهد داد که زمان اوج آن، ساعت ۰:۲۳:۴۰ به‌وقت ساعت هماهنگ جهانی است. مدت زمان و طول این خورشیدگرفتگی ۳ دقیقه و ۱۴ ثانیه خواهد بود.